# Hygiaphone
Pour l’article homonyme, voir Hygiaphone (chanson).
L’Hygiaphone est un dispositif de séparation doté d'une surface transparente et d'un mécanisme permettant l'échange de biens entre personnes. Installation fixe, vitrée, blindée ou anti-vandalisme, le dispositif vise à protéger les employés recevant du public contre d'éventuelles agressions physiques des usagers mais assure également un rôle hygiénique (d'où le nom), en évitant la projection de germes pathogènes et autres microbes lors d'une discussion entre l’usager et l’employé. Hygiaphone est une marque brevetée qui appartient à Fichet Security Solutions France.

## Histoire

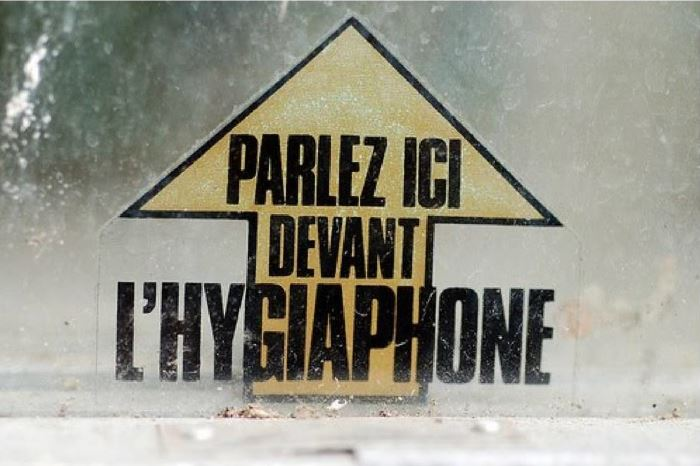
Étiquette Hygiaphone sur les guichets.

Alors, qu'en 1945, une épidémie de grippe fait de nombreuses victimes parmi la population française, une grande partie des guichetiers de la SNCF est contaminée provoquant absentéisme et baisse de productivité. L'Hygiaphone est ainsi développé en réponse à l'équation posée à l'entreprise publique qui est « de voir, d'entendre et de protéger » son personnel,.
Le système réside dans la mise en place d’une membrane vibrante amplifiant le son et apportant le confort de communication attendu par les agents tout en les protégeant contre la projection de microbes. « Le nombre des jours d'absence pour maladie dans un guichet équipé d'Hygiaphone est tombé à 30, d'août 1946 à juin 1947, contre 355, d'août 1945 à août 1946 ».
C’est en 1968 qu'est développée une gamme complémentaire, résistant également aux attaques à main armée destinée aux milieux bancaires et postaux.
Dès la fin des années 1990, la société se développe dans l'équipement d'espaces et dans les secteurs à haut risque (ministères, ambassades, consulats, banques, grands magasins, stations services…).
En 2009, la marque Hygiaphone est acquise par le groupe suédois Gunnebo.
En 2018, à la suite de la cession d'une division de Gunnebo Group à Open Gate Capital (société internationale de capital-investissement), Hygiaphone fait partie intégrante de Fichet Group, spécialiste dans le secteur des coffres-forts, portes blindées et sécurité électronique.
À la suite d'une politique d'innovation suivie, l'Hygiaphone est toujours une invention brevetée malgré son ancienneté[réf. nécessaire].
Lors de la pandémie de Covid-19 en France en 2020, les commandes d'Hygiaphone connaissent une hausse notable.